# Helgums socken
Helgums socken i Ångermanland ingår sedan 1971 i Sollefteå kommun och motsvarar från 2016 Helgums distrikt.
Socknens areal är 439,90 kvadratkilometer, varav 421,10 land. År 2000 fanns här 942 invånare. Sockenkyrkan Helgums kyrka och det ca 10 km sydost belägna (före detta) stationssamhället Helgum ligger i socknen, bägge vid Helgumssjön.

## Administrativ historik
Helgums socken bildades under senare delen av 1400-talet genom en utbrytning ur Ramsele socken. 
Vid kommunreformen 1862 övergick socknens ansvar för de kyrkliga frågorna till Helgums församling och för de borgerliga frågorna bildades Helgums landskommun. Landskommunen uppgick 1971 i Sollefteå kommun.
1 januari 2016 inrättades distriktet Helgum, med samma omfattning som församlingen hade 1999/2000.  
Socknen har tillhört fögderier, tingslag och domsagor enligt vad som beskrivs i artikeln Ångermanland. De indelta båtsmännen tillhörde Andra Norrlands förstadels båtsmanskompani.

## Geografi
Helgums socken ligger kring Faxälven och Helgumssjön. Socknen har odlingsbygd vid älven och är i övrigt en kuperad skogsbygd som når 440 meter över havet. Förutom Helgum ligger i socknen bland annat byn Rådom.

## Fornlämningar
Lösfynd från stenåldern har påträffats liksom fångstgropar.

## Namnet
Namnet (1535 Helghijöm) kommer från byn med detta namn. Namnet kan vara sammansatt av helig och hem, 'boplats, gård'. En alternativ tolkning är att namnet tagits från orten Helgum i Säbrå socken.

## Befolkningsutveckling
| Befolkningsutvecklingen i Helgums socken 1810–1990                                                       | Befolkningsutvecklingen i Helgums socken 1810–1990 | Befolkningsutvecklingen i Helgums socken 1810–1990 | Befolkningsutvecklingen i Helgums socken 1810–1990 | Befolkningsutvecklingen i Helgums socken 1810–1990 |
| --- | -------------------------------------------------- | -------------------------------------------------- | -------------------------------------------------- | -------------------------------------------------- |
| |                                                    |                                                    |                                                    |                                                    |
| År |                                                    |                                                    | Folkmängd                                          |                                                    |
| 1810 | 1810                                               |                                                    | 794                                                |                                                    |
| 1820 | 1820                                               |                                                    | 889                                                |                                                    |
| 1830 | 1830                                               |                                                    | 1 017                                              |                                                    |
| 1840 | 1840                                               |                                                    | 1 083                                              |                                                    |
| 1850 | 1850                                               |                                                    | 1 210                                              |                                                    |
| 1860 | 1860                                               |                                                    | 1 527                                              |                                                    |
| 1870 | 1870                                               |                                                    | 1 809                                              |                                                    |
| 1880 | 1880                                               |                                                    | 2 136                                              |                                                    |
| 1890 | 1890                                               |                                                    | 2 677                                              |                                                    |
| 1900 | 1900                                               |                                                    | 2 968                                              |                                                    |
| 1910 | 1910                                               |                                                    | 2 991                                              |                                                    |
| 1920 | 1920                                               |                                                    | 3 028                                              |                                                    |
| 1930 | 1930                                               |                                                    | 2 918                                              |                                                    |
| 1940 | 1940                                               |                                                    | 2 628                                              |                                                    |
| 1950 | 1950                                               |                                                    | 2 305                                              |                                                    |
| 1960 | 1960                                               |                                                    | 1 899                                              |                                                    |
| 1970 | 1970                                               |                                                    | 1 281                                              |                                                    |
| 1980 | 1980                                               |                                                    | 1 081                                              |                                                    |
| 1990 | 1990                                               |                                                    | 1 039                                              |                                                    |
| Anm: Källor: Umeå universitet - Tabellverket 1749-1859, Demografiska databasen, CEDAR, Umeå universitet. |                                                    |                                                    |                                                    |                                                    |

## Kända personer från bygden
- Ulrika Bodén, sångerska, musiker
- Helena Ekholm, skidskytt
- Gunnar Hedlund, partiledare för centerpartiet
- Anton Halén, handbollsspelare